# Юркове (селище)
Юркове — селище в Україні, у Шевченківській сільській громаді Звенигородського району Черкаської області. Населення — 306 чоловік.

## Історія
Село було створено у 1920 році.
Село постраждало внаслідок геноциду українського народу, проведеного окупаційним урядом СССР 1923-1933 та 1946-1947 роках.
В 1933 році в Юрковому створено колгосп «Імені 15-річчя ВЛКСМ» — голова С. Г. Гуденко, в післявоєнні роки колгосп очолював голова Жужукало. В 1950—1951 роках колгосп було об'єднано з колгоспом села Боровикове в один — імені Калініна.
У 1978 році в селищі встановлено пам'ятний знак «Жертвам фашизму».

## Сучасність
У селі функціонують, будинок культури, фельдшерсько-акушерський пункт, ряд магазинів, бібліотека, поштове відділення, телефонна станція на 50 номерів.

## Персоналії
В селищі народились:
- В. Д. Іваненко — генерал-майор юстиції;
- В. С. Чечіль — генерал-майор міліції;
- Ольга Чайка — поетеса.
- Симоненко Тетяна Володимирівна, доктор педагогічних наук, професор, завідуюча кафедрою Черкаського державного університету імені Богдана Хмельницького.

Тарас Шевченко бував у цьому селі в дитинстві. Він згадував цей хутір під назвою Юрків Хутір у поемі «Гайдамаки» та в своїх «Приписах» до цієї поеми: «між Звенигородкою і Вільшаною по старому шляху Юрків хутір».